# Jonathan McKain
Jonathan McKain (né le 21 septembre 1982 à Brisbane, en Australie) est un footballeur international australien. Il évolue au poste de défenseur ou milieu défensif avec Adélaïde United en A-League.

## Biographie

### En sélection nationale
Jonathan McKain fait ses débuts en équipe nationale d'Australie le 9 octobre 2004 contre les Îles Salomon. Il représenta également son pays aux Jeux olympiques de 2004.
14 sélections et 0 but avec l'Australie depuis 2004.

## Statistiques détaillées

### En club
| Saison      | Club                  | Pays             | Championnat               | Championnat | Championnat |
| Saison      | Club                  | Pays             | Division                  | Matchs      | Buts        |
| ----------- | --------------------- | ---------------- | ------------------------- | ----------- | ----------- |
| 2003 - 2004 | Național Bucarest     | Roumanie         | Liga I                    | 28          | 0           |
| 2004 - 2005 | Național Bucarest     | Roumanie         | Liga I                    | 19          | 0           |
| 2005 - 2006 | Politehnica Timișoara | Roumanie         | Liga I                    | 24          | 0           |
| 2006 - 2007 | Politehnica Timișoara | Roumanie         | Liga I                    | 29          | 1           |
| 2007 - 2008 | Politehnica Timișoara | Roumanie         | Liga I                    | 13          | 1           |
| 2008 - 2009 | Wellington Phoenix    | Nouvelle-Zélande | A-League                  | 18          | 0           |
| 2009 - 2010 | Wellington Phoenix    | Nouvelle-Zélande | A-League                  | 19          | 2           |
| 2010 - 2011 | Al Nasr Riyad         | Arabie saoudite  | Saudi Professional League | 21          | 1           |
| 2011 - 2012 | Adélaïde United       | Australie        | A-League                  |             |             |

### En sélection

#### Matchs internationaux
| Matchs internationaux de Jonathan McKain | Matchs internationaux de Jonathan McKain | Matchs internationaux de Jonathan McKain | Matchs internationaux de Jonathan McKain | Matchs internationaux de Jonathan McKain |
|                                          | Date                                     | Adversaire                               | Minutes jouées                           | Compétition                              |
| ---------------------------------------- | ---------------------------------------- | ---------------------------------------- | ---------------------------------------- | ---------------------------------------- |
| 1.                                       | 9 octobre 2004                           | Îles Salomon                             | 71e                                      | Coupe d'Océanie 2004                     |
| 2.                                       | 12 octobre 2004                          | Îles Salomon                             | 46e                                      | Coupe d'Océanie 2004                     |
| 3.                                       | 9 février 2005                           | Afrique du Sud                           | 75e                                      | Match amical                             |
| 4.                                       | 26 mars 2005                             | Irak                                     | ?                                        | Match amical                             |
| 5.                                       | 29 mars 2005                             | Indonésie                                | 90 min                                   | Match amical                             |
| 6.                                       | 9 juin 2005                              | Nouvelle-Zélande                         | 90 min                                   | Match amical                             |
| 7.                                       | 15 juin 2005                             | Allemagne                                | 57e                                      | Coupe des confédérations 2005            |
| 8.                                       | 18 juin 2005                             | Argentine                                | 56e                                      | Coupe des confédérations 2005            |
| 9.                                       | 21 juin 2005                             | Tunisie                                  | 90 min 25e                               | Coupe des confédérations 2005            |
| 10.                                      | 6 septembre 2005                         | Îles Salomon                             | 90 min                                   | Éliminatoires Coupe du monde 2006        |
| 11.                                      | 22 février 2006                          | Bahreïn                                  | 90 min                                   | Éliminatoires Coupe d'Asie 2007          |
| 12.                                      | 6 septembre 2006                         | Koweït                                   | 90 min 58e                               | Éliminatoires Coupe d'Asie 2007          |
| 13.                                      | 7 septembre 2010                         | Pologne                                  | 90 min 33e                               | Match amical                             |
| 14.                                      | 9 octobre 2010                           | Paraguay                                 | 90 min                                   | Match amical                             |

## Palmarès

### En sélection
- Avec l'Équipe d'Australie :
  - Vainqueur de la Coupe d'Océanie en 2004.
  - Finaliste de la Coupe d'Asie des nations en 2011.